# 肉孜·司马义
肉孜·司马义（維吾爾語：روزا ئىسمائىل‎，拉丁维文：Roza Isma'il，1947年5月—），男，维吾尔族，新疆疏勒人，中华人民共和国政治人物，曾任新疆维吾尔自治区高级人民法院院长，第十一届全国人民代表大会新疆地区代表。

## 生平
1971年加入中国共产党。毕业于中央党校法学专业。2008年起担任全国人大代表。